# Kaoru Shōji
Kaoru Shōji (jap. 庄司 薫, Shōji Kaoru; eigentlich: Shōji Fukuda (福田 章二, Fukuda Shōji); * 19. April 1937 in Tokio) ist ein japanischer Schriftsteller.

## Leben und Wirken
Kaoru Shōji machte seinen Studienabschluss an der Universität Tokio. Für seine Erzählung „Sōshitsu“ (喪失) – „Ein Verlust“ wurde er 1958 mit dem Chūōkōron-Nachwuchspreis ausgezeichnet. Er gab bis 1969 das Schreiben auf, ab er dann erschien der Ich-Roman Akazukin-chan ki o tsukete (赤頭巾ちゃん気をつけて) – „Paß auf, Kleiner mit dem roten Hut“, für den er 1969 den Akutagawa-Preis erhielt und der ein Bestseller wurde. Es geht dabei um das Aufwachsen eines Kleinen aus der Mittelklasse während des japanischen Babybooms. Dieses Buch und seine Folgebücher wurden nach dem Namen der Hauptakteurs als „Kaoru-chan Serie“ bekannt und machten Shōji in den 1970er Jahren unter jugendlichen Lesern in Japan sehr populär.
Seine Frau war die klassische Pianistin Hiroko Nakamura.